# Waiting for the Sun
Waiting for the Sun – trzeci album studyjny amerykańskiego zespołu The Doors, wydany 3 lipca 1968 roku. Sprzedał się w liczbie 7 milionów egzemplarzy.

## Lista utworów
1. „Hello, I Love You” – 2:14 (mix z 40th Anniversary trwa 2:39)
2. „Love Street” – 3:06
3. „Not to Touch the Earth” – 3:54
4. „Summer’s Almost Gone” – 3:20
5. „Wintertime Love” – 1:52
6. „The Unknown Soldier” – 3:10
7. „Spanish Caravan” – 2:58
8. „My Wild Love” – 2:50
9. „We Could Be So Good Together” – 2:20
10. „Yes, the River Knows” – 2:35
11. „Five to One” – 4:22

40th Anniversary Edition
1. ”Albinoni’s Adagio in G minor” – 4:32
2. „Not to Touch the Earth” (dialog) – 0:38
3. „Not to Touch the Earth” (Take 1) – 4:05
4. „Not to Touch the Earth” (Take 2) – 4:18
5. „Celebration of the Lizard” (An Experiment/Work in Progress) – 17:09

## Twórcy
- Robby Krieger – gitara
- Jim Morrison – śpiew
- Ray Manzarek – instrumenty klawiszowe
- John Densmore – perkusja